# Tovornjak za prevoz tankov
Tovornjak za prevoz tankov ali transporter tankov (angleško tank transporter) je težki tovornjak namenjen prevozu tankov. Prevažanje tankov po cesti zmanjša obrabo gosenic, zmanjša porabo goriva in ne poškoduje cest.
Glavni bojni tanski so težki do 60 ton, tovornak za naloženim tankom dosega težo do 100 ton.  V nekaterih primerih je tovornjak oklepljen.

## Modeli
| Tovornjak                                                                 | Država                       | Obdobje uporabe | Uporabniki                                                     |
| ------------------------------------------------------------------------- | ---------------------------- | --------------- | -------------------------------------------------------------- |
| Scammell Pioneer Semi-trailer                                             | Združeno kraljestvo          | 1930-1940       | Britanska kopenska vojska                                      |
| Diamond T tank transporter                                                | ZDA                          | 1940-1970       | Britanska, Ameriška in Nizozemska kopenska vojska,             |
| Scammell Commander                                                        | Združeno kraljestvo          | 1986-2002       | Britanska kopenska vojska                                      |
| Sd.Kfz. 9/18 Ton Heavy Tank Transporter Sd.Ah.116                         | [>Nemčija]]                  | 1940eta         | Nemška kopenska vojska                                         |
| Scammell Pioneer Semi-trailer                                             | Združeno kraljestvo          | 1930s-1940s     | Britanska kopenska vojska                                      |
| Thorneycroft 'Mighty' Antar                                               | Zdriženo kraljestvo          | 1940s-1986      | Britanska in Nizozemska kopenska vojska                        |
| Floor Truck Factory                                                       | Nizozemska kopenska vojska   | 1970s-?         | Nizozemska kopenska vojska                                     |
| Faun SLT 50-3 Elefant in SLT-56                                           | Nemčija                      | 1970eta-?       | Nemška kopenska vojska, Poljska kopenska vojska (od leta 2002) |
| Faun SLT 56 Franziska inKässbohrer polpriklopnik                          | Nemčija                      | 1989-           | Nemška kopenska vojska                                         |
| Oshkosh Corporation (C-HET)- vlačilec M746 ali M911 in M747 polpriklopnik | ZDA                          | 1970eta-1990eta | Ameriška kopenska vojska                                       |
| Oshkosh Corporation Heavy Equipment Transport System                      | ZDA                          | 1993-           | Ameriška kopenska vojska, Britanska kopenska vojska            |
| Predelan Mercedes-Benz Actros                                             | Nemčija / JAR                | 2000eta-        | Kanadska kopenska vojska                                       |
| DAF Trucks DAF YTZ95.530 (DAF XF)                                         | Nizozemska                   | 2005-           | Nizozemska kopenska vojska , Kanadska kopenska vojska          |
| Type 82 HET                                                               | Kitasjka                     | 1960eta         | Kitajska kopenska vojska                                       |
| MAZ 537G                                                                  | Sovjetska zveza (Belorusija) | 1960eta         | Sovjetska kopenska vojska, Slovenska vojska                    |
| Volvo N1233                                                               | Švedska                      | 1977-           | Švedska kopenska vojska                                        |
| Scania T144                                                               | Švedska                      | 1998-           | Švedska, Belgijska in Francoska kopenska vojska                |

## Galerija
- FTF tovornjak
- Scammell Contractor prevaža Conqueror ARV2 FV222
- Polpriklopnik
- Nemški transporter tankov